# Karim Chan
Karim Chan Zand, per. کریم خان زند (ur. ok. 1705, zm. 1779) – władca z kurdyjskiej dynastii Zandów panujący w latach 1750–1779.

## Życiorys
W czasie panowania Nadira Szaha był dowódcą wojskowym. Po śmierci Nadira w 1747 roku Persja stanęła na krawędzi wojny domowej. Karim Chan podporządkował sobie cały kraj z wyjątkiem Chorasanu, gdzie nadal panował Szahruch Szah, wnuk Nadira Szaha. Przywrócił tym samym spokój w kraju. W wyniku walk z Osmanami zdobył prowincję Basra.
Karim Chan wraz z Abu'l Fath Chanem i Alim Mardan Chanem uzgodnili podział kraju między siebie, sprawując faktyczną władzę w Iranie – formalnie władcą był małoletni Ismail III. Współpraca ta zakończyła się jednak w 1779, w chwili śmierci Karima Chana i po morderstwie Abu'l Fath Chana, którego zabił Ali Mardan Chan. W wyniku wewnętrznych waśni monarchowie w roku śmierci Karim Chana zmieniali się czterokrotnie.
W czasie swych rządów przywrócił stosunki dyplomatyczne z Wielką Brytanią i pozwolił Kompanii Wschodnioindyjskiej na założenie placówki handlowej w południowym Iranie. Swoją stolicą uczynił miasto Sziraz, gdzie polecił rozpoczęcie kilku projektów budowlanych. Kiedy zmarł, wojna domowa wybuchła ponownie, a żaden z jego następców nie był w stanie rządzić tak efektywnie jak on.
Karim Chan nigdy nie używał tytułu szacha, woląc tytuł regenta chłopów (وکیل الرعایا Wakil ar-Ra'ājā). Do dziś ma reputację jednego z najbardziej sprawiedliwych władców w historii Iranu. Dotyczące go anegdoty i legendy przedstawiają go jako władcę litościwego i pełnego trosk o dobro swoich poddanych.